# Hypseocharis pedicularifolia
Hypseocharis pedicularifolia är en näveväxtart som beskrevs av Paul Erich Otto Wilhelm Knuth. Hypseocharis pedicularifolia ingår i släktet Hypseocharis och familjen näveväxter. Inga underarter finns listade i Catalogue of Life.